# Dering Harbor
Dering Harbor es una villa ubicada en el condado de Suffolk en el estado estadounidense de Nueva York. En el año 2000 tenía una población de 13 habitantes y una densidad poblacional de 20.9 personas por km².

## Geografía
Según la Oficina del Censo, la ciudad tiene un área total de 0,7 km² (0,3 mi²), de la cual 0,6 km² (0,2 mi²) es tierra y 0 km² (0 mi²) (0%) es agua.

## Demografía
Según la Oficina del Censo en 2000 los ingresos medios por hogar en la localidad eran de $33,750, y los ingresos medios por familia eran $98,750. Los hombres tenían unos ingresos medios de $36,250 frente a los $0 para las mujeres. La renta per cápita para la localidad era de $43,185. Alrededor del 0% de la población estaban por debajo del umbral de pobreza.